# 비스마르크 아제이보아텡
비스마르크 아제이보아텡(영어: Bismark Adjei-Boateng, 1994년 5월 10일 ~ )은 가나의 축구 선수로 포지션은 미드필더이다. 나나 보아텡(영어: Nana Boateng)이라는 별칭을 가지고 있으며 현재 K리그1의 전북 현대 모터스에서 활동하고 있다. K리그 등록명은 보아텡이다.

## 참고 문헌
- “비스마르크 아제이보아텡”. 《전북 현대 모터스 FC》. 전북현대모터스에프씨.